# Delfín Carbonell Basset
Delfín Carbonell Basset, (nacido en 1938) es un lexicográfo y filólogo español. Ha compilado en forma personal diversos diccionarios temáticos sobre la lengua española, y ha propuesto un sistema unialfabético para diccionarios bilingües. Se formó en la Duquesne University en Pittsburgh, Estados Unidos, y también es licenciado y doctor en Filología por la Universidad Complutense. Ha realizado diversos diccionarios sobre fraseología, refranes y también bilingües español-inglés.